# 南清水澤車站
南清水澤站（日语：／ Minami-Shimizusawa eki */?）是位於北海道夕張市南清水澤一丁目，隸屬於北海道旅客鐵道（JR北海道）石勝線（夕張支線）已廢止的鐵路車站。車站編號為Y22。電報略號為。

## 歷史
- 1962年（昭和37年）12月25日 - 日本國有鐵道南清水澤站開始營運，處理旅客服務。
- 1967年（昭和42年）11月1日 - 車站業務委託化。
- 1984年（昭和59年）3月31日 - 車站簡易委託化。
- 1987年（昭和62年）4月1日 - 由於國鐵分割民營化，車站由JR北海道管理。
- 2019年（平成31年）4月1日 - 隨者石勝線夕張支線廢線，本站廢止。

## 車站構造
廢站時是側式月台1面1線的地面車站。
由新夕張站管理的簡易委託站（窗口營業時間為5:45 - 17:00）。

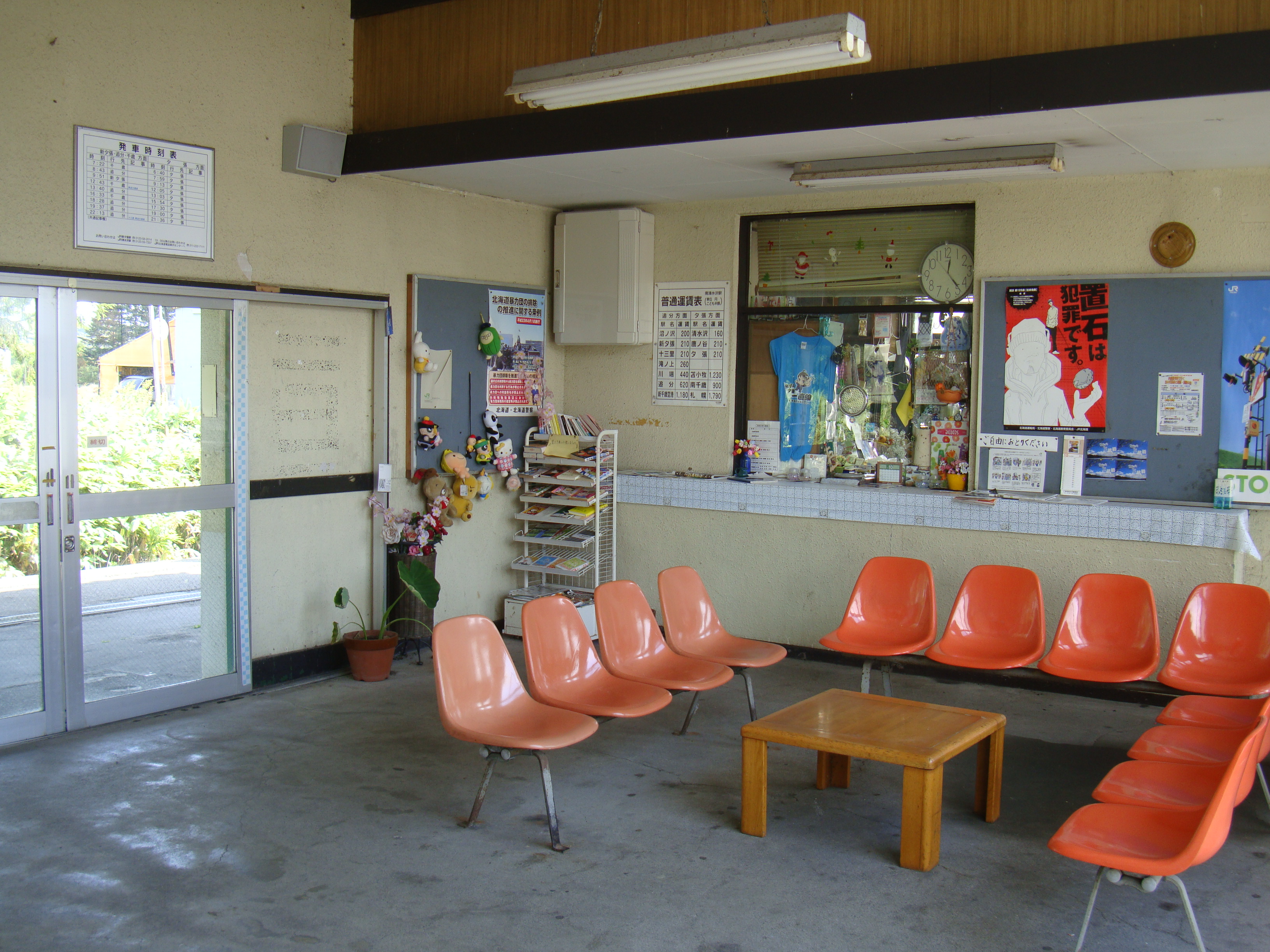
站房內部
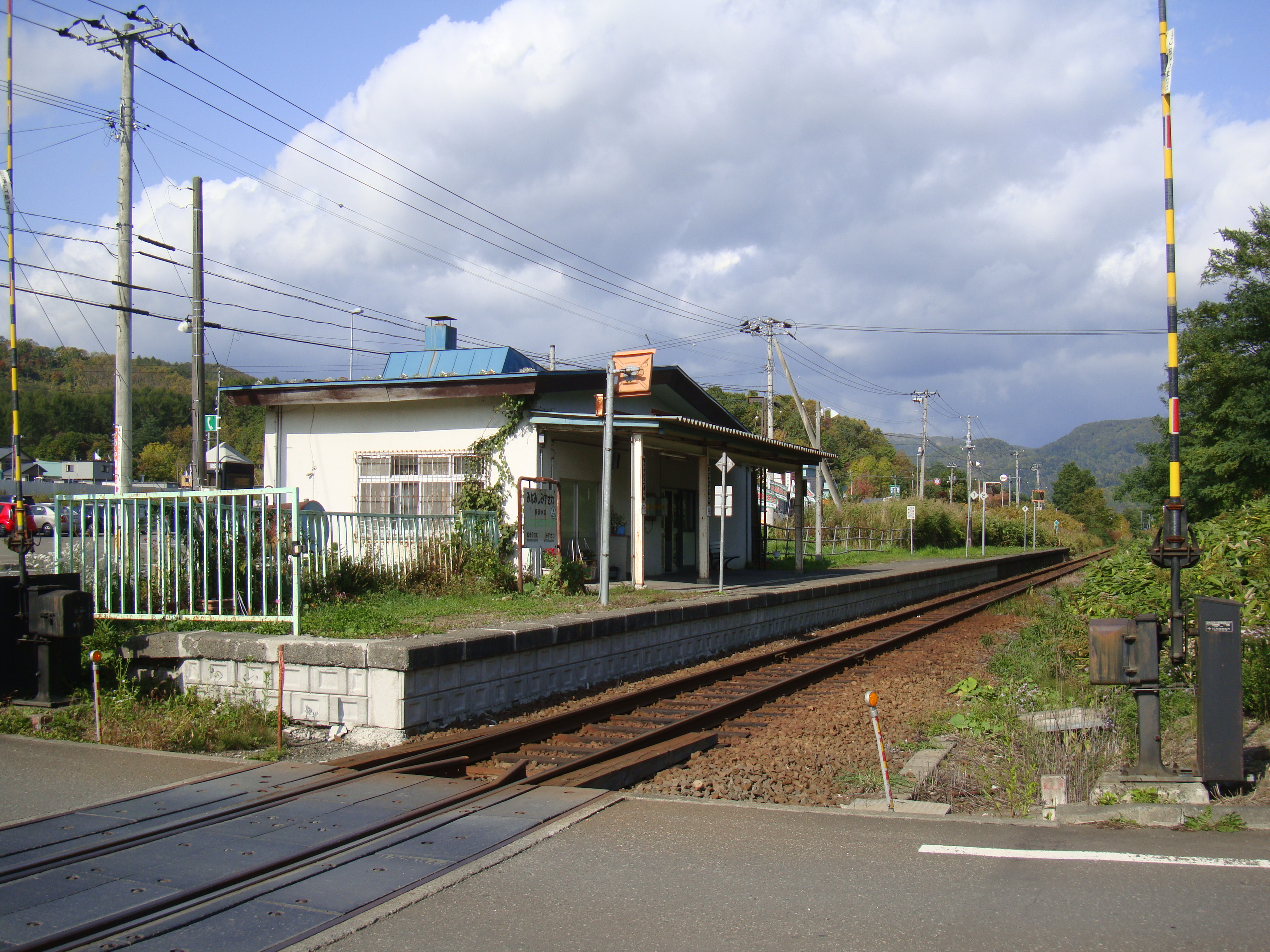
月台

## 載客量
- 1998年度的每天載客量為128人。

## 車站周邊
過去由於夕張南高校（現在的夕張高校）搬遷至鄰近的農地，周圍開始形成市區。車站前有若干的商店並列著。
- 國道452號
- 夕張南清水澤郵局
- 夕張市立夕張小學
- 夕張市立夕張中學
- 北海道夕張高等學校
- ACOOP夕張南清水澤
- HOMAC NICOT夕張店
- Seicomart夕張南清水澤店
- 夕張鐵道（夕鐵巴士）「南清水澤站前」站牌

## 相鄰車站
北海道旅客鐵道
石勝線（夕張支線）
沼之澤（Y21）－南清水澤（Y22）－清水澤（Y23）

## 外部連結
- 全驛訪問之旅 （页面存档备份，存于）